# Замок Таллі
Замок Таллі (англ. Tully Castle, ірл. Caisleán na Tulaí) — замок Туллі, Кашлен на Тулай — один із замків Ірландії, розташований в графстві Фермана, Північна Ірландія. Назва замку в перекладі з ірландської означає «замок на пагорбі». Замок стоїть на березі озера Лох-Ерн, недалеко від селища Блейні. Назва селища походить від імені сера Едварда Блейні, що був учасником англо-шотландської колонізації Ірландії після повного її завоювання Англією та очолював один з передових загонів колоністів.

## Історія замка Таллі
Замок Таллі являє собою замок баштового типу, прямокутний з кутовими вежами. Замок був побудований для сера Джона Х'юма (Юма) — колоніста з Шотландії. Замок був побудований в 1619 році. Колоністи з Англії та Шотландії безжально зганяли ірландців з їх земель, відбирали житло і худобу. Ворожнеча між ірландцями і колоністами посилювалась ще й релігійним фактором: ірландці були католиками, а колоністи протестантами. У 1641 році спалахнуло повстання за незалежність Ірландії. У графстві Фермана повстання очолив вождь ірландського клану Магвайр — Рорі Магвайр, що хотів повернути землі, які здавна належали клану Магвайр і були захоплені англо-норманськими феодалами та колоністами. Рорі Магвайр прибув під стіни замку Таллі і виявив, що гарнізон замку мізерний — більшість солдат воювали далеко від замку, замок був заповнений мирними жителями. Оборону замку очолювала леді Мері Х'юм. Вона вирішила, що чинити опір немає сенсу — замок приречений. Але не дивлячись на капітуляцію замку, на другий день Різдва нападаючі захопили замок і вбили 75 чоловік, в живих лишили тільки леді Мері Х'юм та її родичів. Замок був спалений. Родина Х'юм ніколи не повернулась жити в цей замок. Капітан Патрік Х'юм свідчив про ці події так: «…А потім в той же день повстанці ув'язнили всіх протестанів в підвали, тримали їх під охороною всю ніч. Наступного дня був День Господній, 25 грудня 1641 року, повстанці взяли леді Х'юм, Олександра Х'юма, Джона Гріра з їхніми дружинами, відвели їх далеко від інших ув'язнених і помістили їх в сараї Джона Гудфеллоу з Таллі. Їх мали намір відправити в замок Моні, знайшли навіть коней для них. Щодо інших, то повстанці сказали, що теж відправлять їх в замок Моні, але вони мусять йти туди пішки. Але повстанці в той же день вбили з замку Таллі 60 протестантів або біля того. Були вбиті: Френсіс Троттер, Томас Троттер, Олександр Шерігфілд, Олександр Белл, Джордж Чернсайд, Роберт Блек, Джеймс Баррі, Томас Андерсон, Роберт Ловдон, Джон Брук, Девід Андерсон, Джеймс Андерсон і багато інших. У той же день вони розграбували замок і спалили його…»
Після цього родина Х'юм переселилась в замок Х'юм-холл, який збудував їм Річард Касселс.
Нині замок Таллі є пам'яткою історії та архітектури і охороняється законом.